# Kelly Benefit Strategies-OptumHealth/Saison 2011
Dieser Artikel listet Erfolge und Mannschaft des Radsportteams Kelly Benefit Strategies-OptumHealth in der Saison 2011 auf.

## Erfolge in derUCI America Tour
| Datum      | Rennen                 | Kat. | Fahrer        |
| ---------- | ---------------------- | ---- | ------------- |
| 10. August | 1. Etappe Tour of Utah | 2.1  | Jesse Anthony |

## Zugänge – Abgänge
| Zugänge          | Team 2010           | Abgänge                    | Team 2011                    |
| ---------------- | ------------------- | -------------------------- | ---------------------------- |
| Jason Donald     | Bahati Foundation   | David Veilleux             | Team Europcar                |
| Daniel Holloway  | Bissell             | Ryan Anderson              | Team SpiderTech-C10          |
| Michael Friedman | Jelly Belly-Kenda   | Zach Bell                  | Team SpiderTech-C10          |
| Michael Creed    | Team Type 1         | Scott Zwizanski            | UnitedHealthcare Pro Cycling |
| Thomas Soladay   | Team Type 1         | Ian Macgregor              | Unbekannt                    |
| Julian Kyer      | Trek Livestrong U23 | Neil Shirley               | Unbekannt                    |
| Colton Barrett   | Neoprofi            | Mark Hinnen (bis 31. Juli) | Unbekannt                    |
| Chad Haga        | Neoprofi            |                            |                              |
| Mike Sherer      | Neoprofi            |                            |                              |

## Mannschaft
| Name             | Geburtstag         | Nationalität       |
| ---------------- | ------------------ | ------------------ |
| Jesse Anthony    | 12. Juni 1985      | Vereinigte Staaten |
| Andrew Bajadali  | 1. Mai 1973        | Vereinigte Staaten |
| Colton Barrett   | 17. April 1991     | Vereinigte Staaten |
| Dan Bowman       | 1. Juni 1982       | Vereinigte Staaten |
| Alexander Boyd   | 21. Mai 1987       | Vereinigte Staaten |
| Alex Candelario  | 26. Februar 1975   | Vereinigte Staaten |
| Marsh Cooper     | 22. August 1985    | Kanada             |
| Michael Creed    | 8. Januar 1981     | Vereinigte Staaten |
| Jason Donald     | 30. Januar 1980    | Vereinigte Staaten |
| Guy East         | 18. Oktober 1987   | Vereinigte Staaten |
| Michael Friedman | 19. September 1982 | Vereinigte Staaten |
| Chad Haga        | 26. August 1988    | Vereinigte Staaten |
| Cheyne Hoag      | 17. März 1989      | Vereinigte Staaten |
| Daniel Holloway  | 21. Mai 1987       | Vereinigte Staaten |
| Julian Kyer      | 15. Mai 1988       | Vereinigte Staaten |
| Reid Mumford     | 22. Mai 1976       | Vereinigte Staaten |
| Mike Sherer      | 10. Oktober 1986   | Vereinigte Staaten |
| Thomas Soladay   | 20. August 1983    | Vereinigte Staaten |

## Platzierungen in UCI-Ranglisten
UCI America Tour 2011
|      | Fahrer          | Punkte |
| ---- | --------------- | ------ |
| 116. | Alex Candelario | 22     |
| 148. | Chad Haga       | 16     |
| 164. | Jesse Anthony   | 16     |
| 377. | Andrew Bajadali | 3      |

UCI Asia Tour 2011
|      | Fahrer     | Punkte |
| ---- | ---------- | ------ |
| 267. | Dan Bowman | 6      |

UCI Europe Tour 2011
|      | Fahrer          | Punkte |
| ---- | --------------- | ------ |
| 616. | Alex Candelario | 20     |